# Okręg wyborczy Witney
Okręg wyborczy Witney powstał w 1983 r. i wysyła do brytyjskiej Izby Gmin jednego deputowanego. Okręg został utworzony z części dawnych okręgów Banbury i Mid Oxfordshire. Okręg obejmuje dystrykt West Oxfordshire w hrabstwie Oxfordshire z miastami Witney, Burford, Carterton, Chipping Norton, Minster Lovell oraz Eynsham.

## Deputowani do brytyjskiej Izby Gmin z okręgu Witney
- 1983–1997: Douglas Hurd, Partia Konserwatywna
- 1997–2001: Shaun Woodward, Partia Konserwatywna
- 2001– : David Cameron, Partia Konserwatywna